# بیل بیکر
بیل بیکر (انگلیسی: Bill Baker؛ زادهٔ ۲۹ نوامبر ۱۹۵۶) بازیکن هاکی روی یخ اهل ایالات متحده آمریکا بود.
از باشگاه‌هایی که در آن بازی کرده‌است می‌توان به مونترآل کانادینز و نیویورک رنجرز اشاره کرد.